# Оливник асамський
Оли́вник асамський (Iole cacharensis) — вид горобцеподібних птахів родини бюльбюлевих (Pycnonotidae). Мешкає в Індії і Бангладеш. Раніше вважався підвидом бірманського оливника.

## Поширення і екологія
Асамські оливники мешкають на північному сході Індії та на південному сході Бангладеш. Вони живуть у вологих тропічних лісах.